# Vũ khí phòng không tự hành

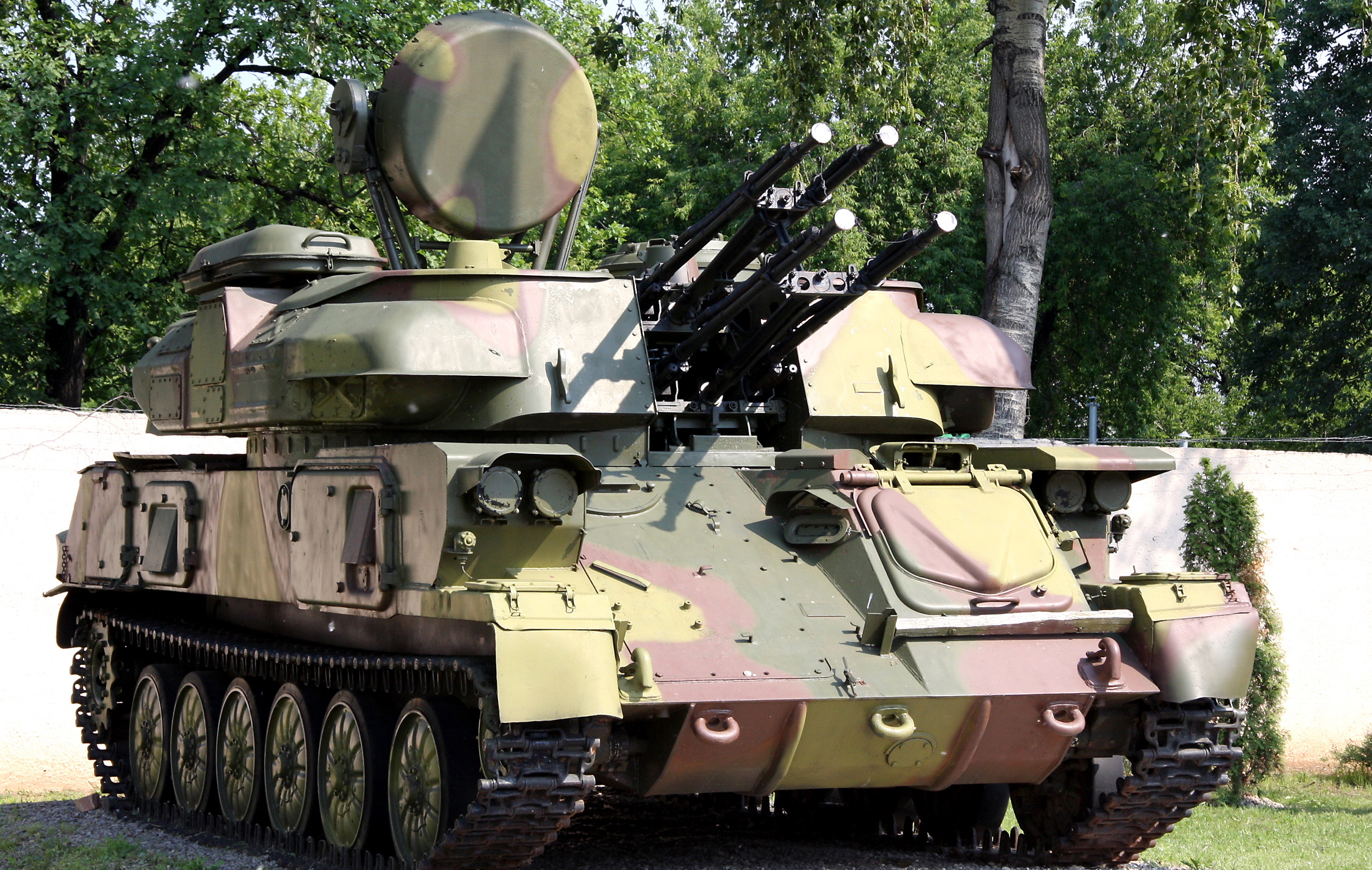
Pháo phòng không tự hành ZSU-23-4 Shilka của Liên Xô

Xe phòng không, hay còn gọi là pháo phòng không tự hành (SPAAG) hoặc hệ thống phòng không tự hành (SPAD), là một loại phương tiện cơ động với khả năng phòng không chuyên dụng. Nga gọi loại phương tiện này là ZSU, viết tắt của zenitnaya samokhodnaya ustanovka ("pháo phòng không tự hành").
Hệ thống vũ khí trang bị cho các xe phòng không là súng máy, pháo tự động, tên lửa, và một số hệ thống pháo-tên lửa tầm xa. Khung gầm của các xe phòng không gồm xe tải và xe chiến đấu hạng nặng như xe bọc thép chở quân và xe tăng. Các hệ thống vũ khí phòng không thường nhận được sử bảo vệ từ máy bay, pháo binh và bộ binh khi triển khai ở tiền tuyến.
Pháo phòng không thường có các tháp pháo quay nhanh và cơ động để có thể bám mục tiêu bay có tốc độ bay lớn. Thường các pháo phòng không có hai pháo hoặc bốn pháo cho phép tốc độ bắn cao. Ngày nay, tên lửa (thường được gắn trên các tháp pháo tương tự) đã thay thế phần lớn các loại pháo phòng không.

## Lịch sử phát triển

### Chiến tranh thế giới thứ nhất

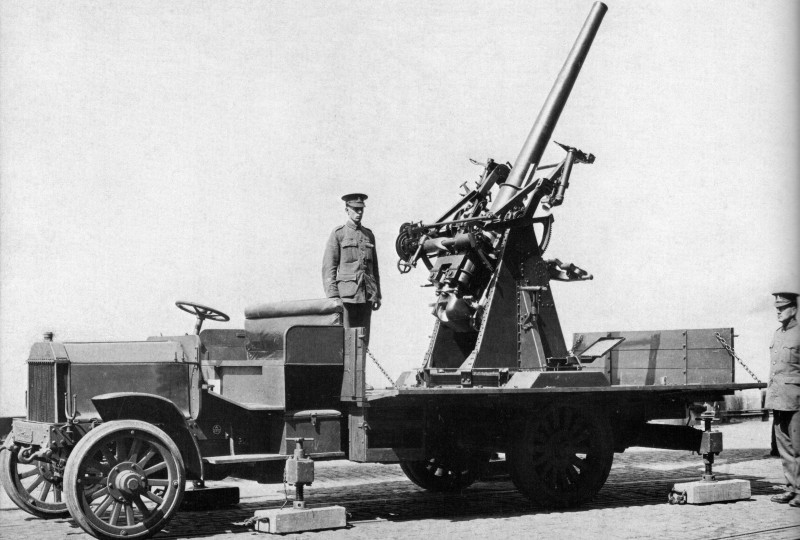
Pháo 3 inch QF của Anh Quốc đặt trên xe tải trong Chiến tranh thế giới thứ nhất

Pháo phòng không từ lâu đã được đặt trên xe tải, và khá phổ biến trong Chiến tranh thế giới thứ nhất. Một mẫu pháo phòng không tiền nhiệm của pháo FlaK 88 của Đức Quốc Xã trong Chiến tranh thế giới thứ hai là pháo phòng không 77 mm trong Chiến tranh thế giới I. được đặt trên xe tải và rất hiệu quả khi sử dụng để chống lại các xe tăng của Anh. QF 3 inch 20 cwt của Anh Quốc được đặt trên xe tải khi sử dụng tại Mặt trận phía Tây.

### Giữa hai cuộc thế chiến
Giữa hai thế chiến, người Anh phát triển pháo Birch, một khẩu pháo đa năng đặt trên khung gầm xe bánh xích bọc giáp có khả năng bảo vệ đội hình xe tăng. Pháo có thể nâng lên để chống máy bay.
Vickers Armstrong cũng phát triển một pháo phòng không tự hành dựa trên khung gầm của xe tăng hạng nhẹ 6 tấn Mk.E/xe kéo Dragon Medium Mark IV, được trang bị pháo Vickers QF-1 "Pom-Pom" 40 mm. Khoảng 26 xe đã bán cho Xiêm La và được sử dụng như pháo hỗ trợ bộ binh và pháo phòng không trong Chiến tranh Pháp - Thái Lan (1940-1941) cùng với 30 xe tăng Vickers Mk.E Type B 6-tấn. Đây có lẽ là loại pháo phòng không tự hành bánh xích đầu tiên được sản xuất hàng loạt. Sau đó người Anh cũng phát triển một phiên bản của xe tăng hạng nhẹ Mk.VI với 4 súng máy gọi là Light Tank AA Mk.I. Và một phiên bản hai súng 15 mm dựa trên Light Tank Mk.V cũng được chế tạo.
Trong số những người đi tiên phong về pháo phòng không tự hành trước chiến tranh còn có người Đức. Họ đã có các xe phòng không SdKfz 10/4 và 6/2, đây là các xe nửa bánh nửa xích chở hàng đặt pháo phòng không 20 mm hoăc 23 mm. Sau đó trong chiến tranh người Đức cũng đặt lên xe nửa xích 4 khẩu pháo 20 mm.

### Chiến tranh thế giới thứ hai

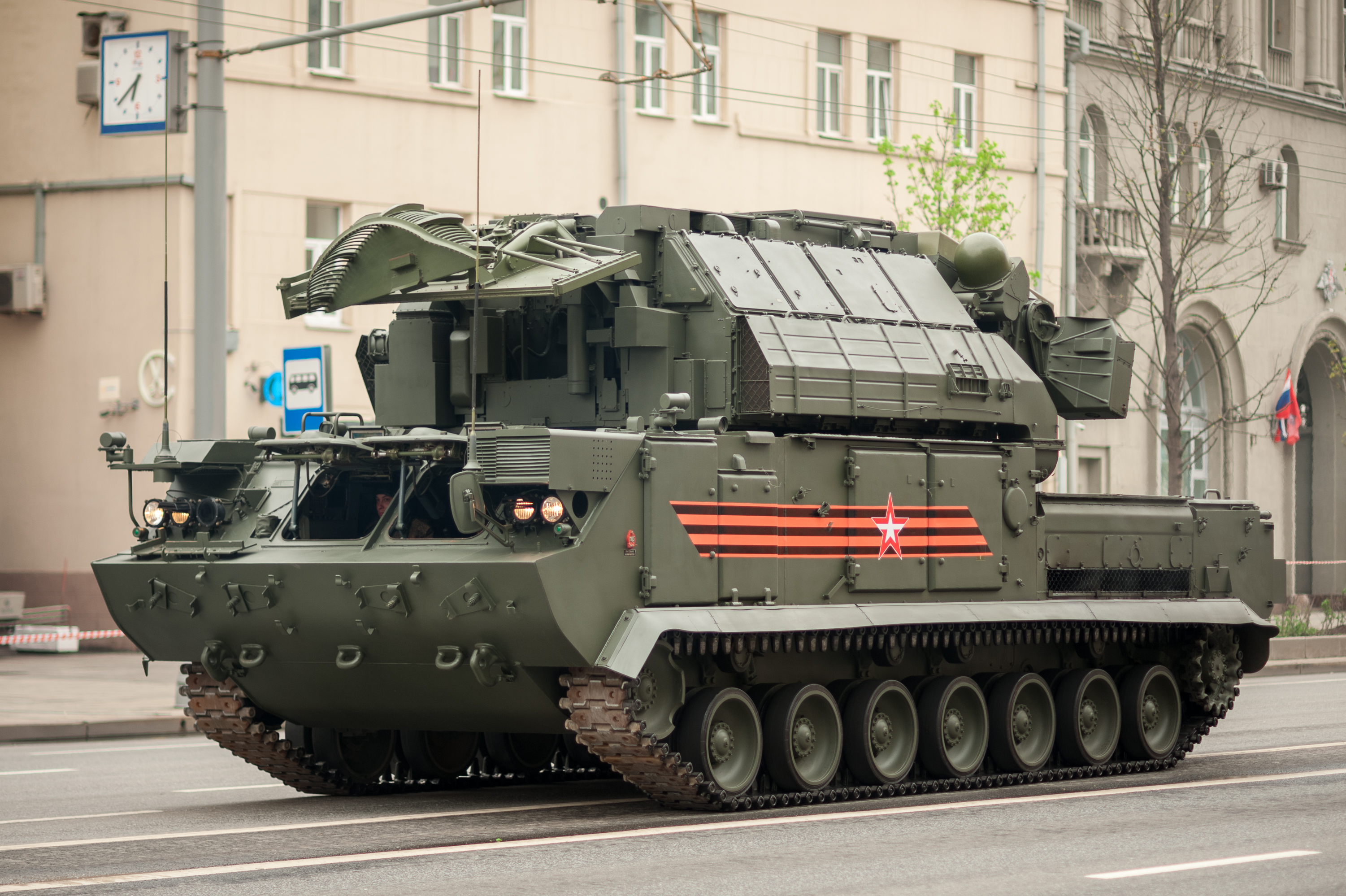
Hệ thống tên lửa Tor-M2 của Nga

Pháo lớn hơn được đặt trên các xe tải lớn hơn, nhưng cần phải có chân trợ lực cho xe tải khi pháo bắn. Một ngoại lệ cho việc này là Cannone da 90/53 của Ý, nó có hiệu quả cao khi đặt trên xe tải, còn được gọi là "autocannoni da 90/53". 90/53 là một vũ khí đáng sợ, nổi bật trong vai trò chống tăng, nhưng chỉ có vài trăm xe được chế tạo tính đến năm 1943 khi hiệp ước đình chiến được ký.
Các quốc gia khác có xu hương đặt trên khung gầm xe tải. Bắt đầu từ năm 1941, Anh Quốc phát triển một phương pháp "en portee" (trong phạm vi) đặt một pháo chống tăng trên một xe tải. Điều này là để ngăn vũ khí không bị hư hỏng khi hành quân đường dài qua các địa hình như sa mạc, sa mạc đá, và dự định chỉ là một phương pháp mang vũ khí, với pháo không nạp đạn. Tuy nhiên, kíp xe thường có xu hướng khai hỏa vũ khí từ xe của họ để cơ động tránh thương vong.. Điều này chắc chắn có cảm hứng từ Morris C9/B của Anh (tên chính thức là "Carrier, SP, 4x4, 40 mm AA"), đây là một khẩu pháo phòng không Bofors 40 mm đặt trên khung xe có nguồn gốc từ xe tải kéo pháo Morris "Quad". Loại tương tự dựa trên xe tải 3-tấn, được chế tạo ở Anh, Canada và Úc, chúng cùng nhau hình thành nên các loại pháo phòng không tự hành nhiều nhất trong biên chế của Anh.
Quân đội Hoa Kỳ đã mang pháo phòng không Bofors 40 mm được xe tải kéo cùng với các khối đặt trên xe tải tập trung vào các tháp pháo cơ giới hóa. Các tháp pháo mang 4 khẩu súng máy.50 inch (12,7 mm), được thiết kế để điều chỉnh cùng ngắm vào một điểm khi máy bay địch xuất hiện ở độ cao thấp.

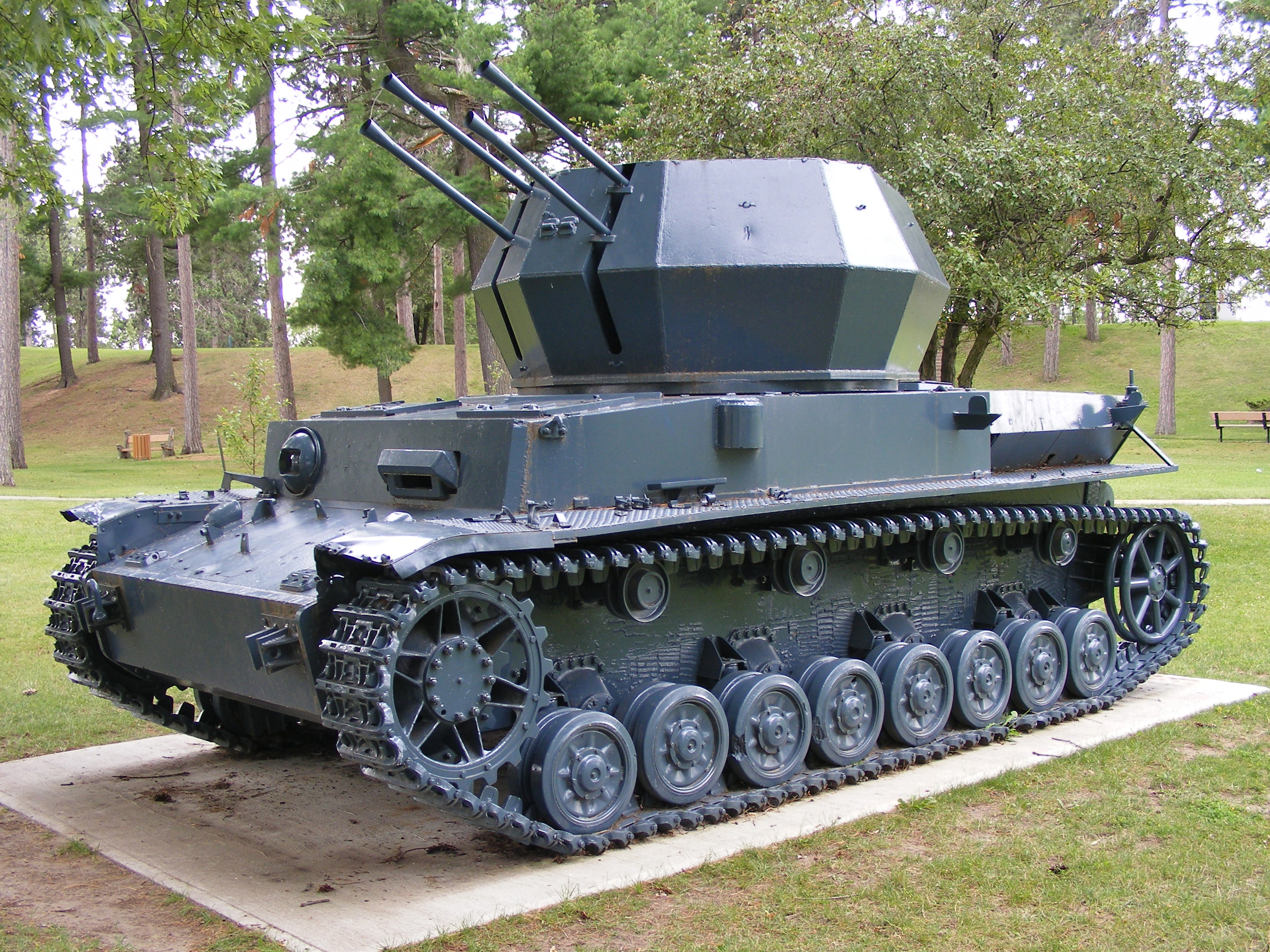
Tăng phòng không Wirbelwind của Đức Quốc Xã được lắp trên khung gầm xe tăng hạng trung Panzer IV

Sự quan tâm tới pháo phòng không cơ động sau đó đã chuyển sang các xe nặng hơn với trọng lượng và độ ổn định cần thiết để lắp vũ khí với mọi kích cỡ. Có lẽ do mong muốn, đặc biệt là trong biên chế của quân đội Đức Quốc xã (Wehrmacht), các xe phòng không đã được bọc thép để tự bảo vệ xe, và xu hướng này nhận được rất nhiều sự quan tâm.
Khái niệm về một pháo phòng không tự hành đã được người Hungary dẫn đầu trong Chiến tranh thế giới thứ hai, Hungary sản xuất 40M Nimrod dựa trên giấy phép chế tạo Luftvärnskanonvagn L-62 Anti II có được từ Thụy Điển. Đức Quốc Xã theo sau người Hungary với loại xe "flakpanzer". Các pháo phòng không tự hành trong Chiến tranh thế giới II của Đức gồm Möbelwagen, Wirbelwind, Ostwind và Kugelblitz. Các lực lượng quân đội khác có các thiết kế của riêng họ, đáng chú ý là M16 của Mỹ, nó có 4 khẩu súng máy M2 Browning trên khung xe bánh xích M3 Lee.

Người Anh phát triển SPAAG của riêng họ trong suốt cuộc chiến tranh bằng cách trang bị nhiều súng máy và pháo hạng nhẹ trên nhiều khung gầm xe bọc thép và xe tăng khác nhau, nằm 1943 xuất hiện xe tăng phòng không Crusader với pháo Bofors 40 mm hoặc 2 tới 3 pháo Oerlikon 20 mm. Dù nó được sử dụng trong cuộc đổ bộ Normandy, nhưng máy bay Đức đã được lực lượng không quân Đồng minh phụ trách nên phần lớn pháo phòng không là không cần thiết.

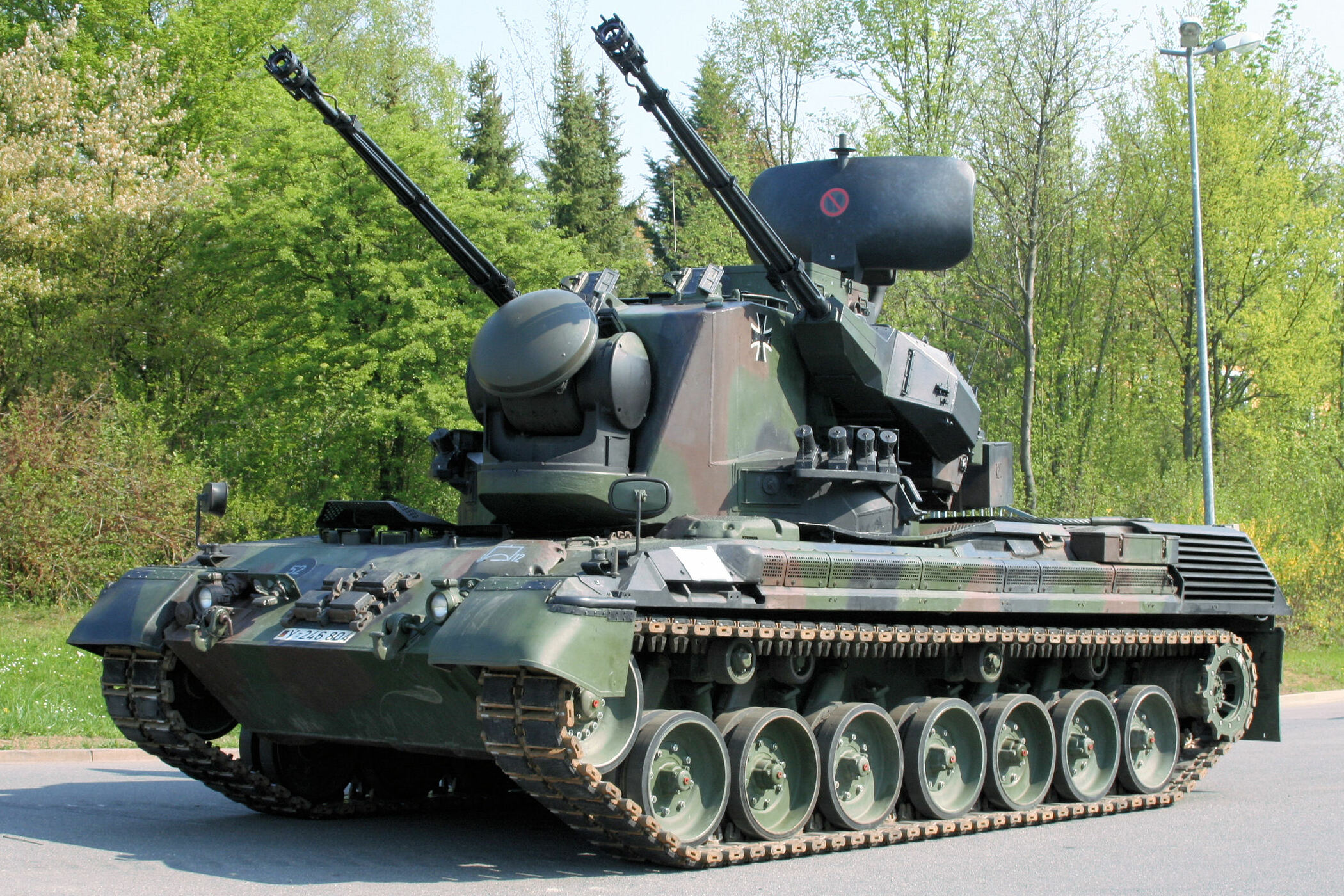
Pháo phòng không tự hành Flakpanzer Gepard của Đức

### Chiến tranh Lạnhvà sau đó
Ngoài chức năng phòng không, SPAAG còn rất hữu dụng khi bắn thẳng chống bộ binh, ví dụ trong cuối Chiến tranh thế giới thứ hai, Chiến tranh Triều Tiên, Chiến tranh Việt Nam. Các loại vũ khí phòng không hiện đại có thể kể đến như: ZSU-23-4 Shilka, Tunguska-M1, Pantsir-S1, Buk-M2 và Tor-M2 của Nga; K30 Biho và K263A1 Vulcan của Hàn Quốc; Type 95 SPAAA của Trung Quốc, CV9040 AAV của Thụy Điển; PZA Loara của Ba Lan; M6 Linebacker và M1097 Avenger của Hoa Kỳ; BOV-3 của Nam Tư; ADATS của Canada; Gepard của Đức; Type 87 SPAAG của Nhật Bản và các phiên bản tương tự khác. Các loại cũ hơn gồm ZSU-57-2, M163 VADS (trang bị pháo Vulcan) và mẫu xe M247 Sergeant York thất bại.